# Peter Beuth (Politiker, 1781)

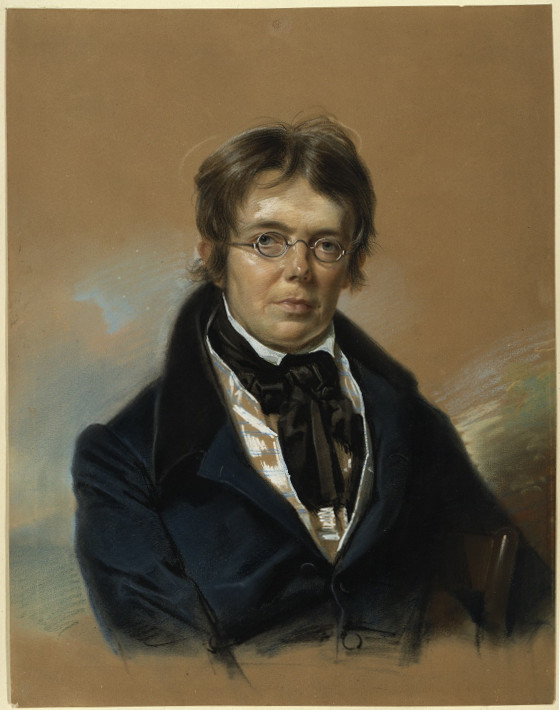
Peter Beuth um 1835, Zeichnung von Franz Krüger

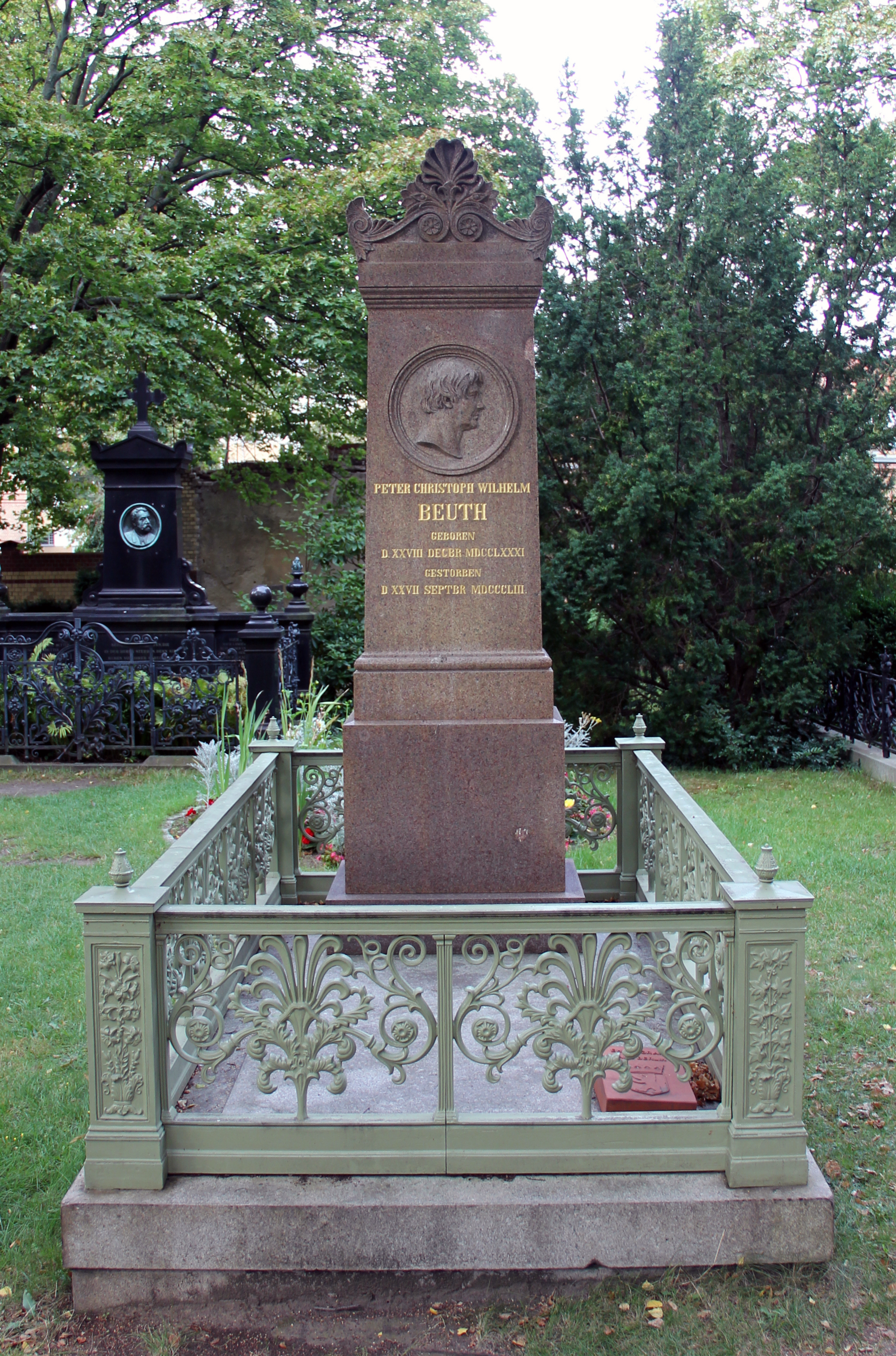
Ehrengrab, Chausseestraße 126, in Berlin-Mitte

Christian Peter Wilhelm Friedrich Beuth (* 28. Dezember 1781 in Kleve; † 27. September 1853 in Berlin) war ein deutscher Ministerialbeamter, Politiker und Gründer des Gewerbeinstituts Berlin. Er wurde als hoher preußischer Ministerialbeamter und Mitglied des Staatsrats zum so genannten „Vater der preußischen Gewerbeförderung“ und Vater der (preußisch-) deutschen Ingenieure.
Durch eine Reihe geeigneter Maßnahmen – Vereins- und Schulgründungen, Technologietransfer aus dem Ausland, Vorlagen für die ästhetische Gestaltung industrieller Produkte und anderes – ebnete er den preußischen Produzenten den Weg vom Manufakturwesen zur konkurrenzfähigen industriellen Fertigung.

## Leben

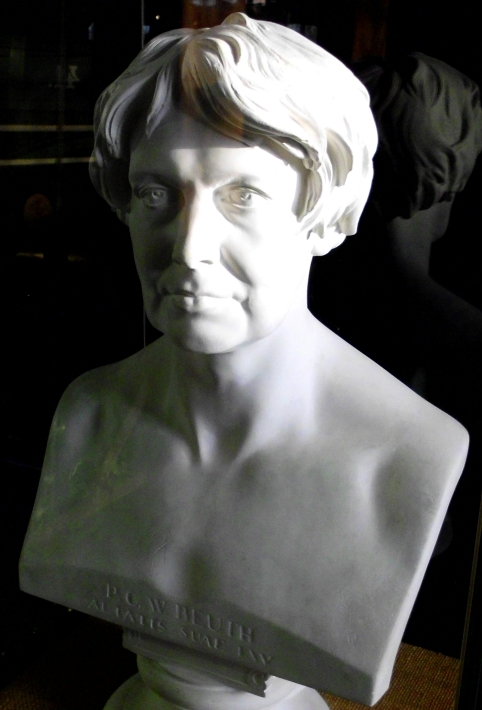
Beuths Büste im Technikmuseum Berlin

Beuth war der Sohn eines Arztes. 1798 begann er an der Universität Halle ein Studium der Rechts- und der Kameralwissenschaften. Seit 1799 war er Mitglied des Corps Guestphalia Halle.
1801 trat er in den preußischen Staatsdienst ein, wurde 1806 Assessor in Bayreuth, 1809 Regierungsrat in Potsdam und 1810 Geheimer Obersteuerrat im Finanzministerium zu Berlin. In dieser Position war er als Mitglied der Kommission für die Steuerreform und die Reform des Gewerbewesens im Büro des Staatskanzlers Karl August von Hardenberg an der Ausarbeitung entsprechender Gesetzesvorlagen beteiligt. 1813/14 nahm er im Lützowschen Freikorps an den Befreiungskriegen gegen Napoleon teil und wurde mit dem Eisernen Kreuz 2. Klasse ausgezeichnet.
Beuth war Mitglied der 1811 gegründeten Deutschen Tischgesellschaft. Entsprechend der unter den Mitgliedern weit verbreiteten antisemitischen Grundhaltung sprach er sich gegen die rechtliche Gleichstellung der Juden aus.
Laut Zirkular des Finanzministers Hans Graf von Bülow vom Juli 1814 hatte „das VIte Verwaltungs Bureau unter dem Namen General Verwaltung für Gewerbe und Handel alle Fabrik- und Handels-Polizei und technische Angelegenheiten“ zu beraten und zu bearbeiten. Nachdem Beuth Anfang August 1814 Bülow darum bat, dass er ihn „womöglich wieder in Berlin anstellen“ möge, teilte Bülow zwei Tage später Gottlob Johann Christian Kunth, dem Direktor jener Abteilung, mit, dass er „den Herrn Geheimen Ober Steuer-Rath Beuth als vortragenden Rath in der VIten General-Verwaltung angestellt habe.“ Gleichzeitig wurde Beuth darüber informiert, dass er die „Stelle eines vortragenden Raths bei der General Verwaltung für Gewerbe und Handel einzunehmen“ und sich bei Kunth zu melden habe. Beuth hatte dort wesentlichen Anteil an der Vorbereitung der Steuergesetze von 1817. Unter seiner Leitung erfolgte auch eine umfangreiche Befeuerung der preußischen Küste mit neuen Leuchttürmen. Nach der Turmerhöhung Memel (1819) folgten Rixhöft (1822), Arkona (1824), Hel (1826) und Jershöft (1830).
1821 wurde er Mitglied im Staatsrat.
Anfang November 1830 beantragten Beuths Chef Friedrich von Schuckmann und Finanzminister Karl Georg Maaßen bei König Friedrich Wilhelm III., „den als Direktor bei dem Ministerium des Innern für Handels- und Gewerbe-Angelegenheiten fungirenden Geheimen Ober-Finanz-Rath Beuth zum Wirkl. Geheimen Ober-Regierungs Rath“ zu ernennen.
Mit dem Antrag, Johann Albert Eytelwein, dem Direktor der Bauakademie, den Eintritt in den Ruhestand zu genehmigen, schlug Schuckmann Mitte November 1830 dem König vor, „daß der Geheime-Ober-Finanz-Rath Beuth die Direktion der Bau-Akademie mit Erfolg wird übernehmen können, wozu derselbe sich auch gern und unentgeltlich in der Aussicht bereit erklärt hat, daß eine Umgestaltung zu erwarten ist.“
Beuths an Friedrich Wilhelm IV. gerichtetes „Dienstentlassungs-Gesuch“ vom Juni 1845 veranlasste den König, Finanzminister Eduard von Flottwell die Frage zu stellen, ob nicht Beuth „auch nach seiner Entlassung aus dem activen Staats Dienst die Direction des Gewerbe-Institutes zu belassen sein“ möge. Flottwell antwortete Anfang Juli, dass „Beuth aber unerschütterlich bei seiner Ansicht stehen geblieben [ist], sich ganz aus dem Dienst zurückzuziehen.“ Im Herbst 1845 schied er aus dem Ministerium der Finanzen aus, blieb aber Mitglied des Staatsrats.
Mit seiner Pensionierung wurde Beuth Anfang September 1845 vom König zum „Ehren-Mitglied“ in „der Abtheilung des Finanz-Ministeriums für Handel, Gewerbe und Bauwesen“ ernannt, um dem „Finanz-Minister auch ferner mit dem reichen Schatze“ seiner „Kenntnisse und Erfahrungen“ und seinem „bewährten Rathe zur Seite stehen“ zu können.
Beuth wurde auf dem Dorotheenstädtischen Friedhof in der Nähe seines Freundes Karl Friedrich Schinkel begraben. Die als Ehrengrab der Stadt Berlin anerkannte Grabstätte mit rekonstruiertem Gitter und Granitstele mit einem Porträtmedaillon, geschaffen von Reinhold Begas, befindet sich an der Birkenallee westlich des von Karl Friedrich Schinkel entworfenen Grabdenkmals der Familie Cantian in der Abteilung CAL G1.
Die Bibliothek aus dem Nachlass Beuths wurde am 3. Juli 1854 von dem Berliner Buchhändler Ralph Friedländer versteigert.

## Werk

### Die historische Situation
In Preußen entwickelte sich, wie in anderen absolutistisch geführten Staaten auch, im 18. Jahrhundert eine vom Staat gelenkte Wirtschaft, deren Exporte gefördert wurden, während sie durch Importzölle vor ausländischer Konkurrenz weitgehend geschützt war. Dieses abgeschlossene, so genannte merkantilistische oder protektionistische System war vorübergehend erfolgreich, erwies sich aber auf lange Sicht als hemmend für den technisch-ökonomischen Fortschritt. Seit dem Ende des 18. Jahrhunderts wurde es abgelöst durch Vorstellungen, die auf der Lehre des englischen Ökonomen Adam Smith (1723–1790) beruhten. Danach würden sich durch den freien Wettbewerb aller wirtschaftlichen Kräfte, auch über Ländergrenzen hinweg, die größtmöglichen Fortschritte erzielen lassen, wobei sich gesellschaftliche Harmonie und soziales Gleichgewicht gleichsam von selber einstellen würden.
An Universitäten und unter den jüngeren preußischen Beamten, zu denen Beuth gehörte, fand die Freihandelslehre lebhafte Zustimmung. Man erkannte aber auch, dass es zunächst noch einmal großer staatlicher Anstrengungen bedurfte, um die notwendigen Voraussetzungen für eigenverantwortliches, freies Handeln zu schaffen.
Die so genannten Stein-Hardenbergschen Reformen lieferten den gesetzlichen Rahmen dafür, vor allem durch die Aufhebung von Erbuntertänigkeit und Leibeigenschaft (1807) sowie des Zunftzwanges (1810) und durch den Wegfall der traditionellen Schutzzölle und Importverbote (1818).
Der erwartete schnelle Aufschwung blieb allerdings aus. Zu groß war der Rückstand der heimischen Gewerbetreibenden gegenüber der frühindustriellen Entwicklung in Westeuropa, besonders in England war man weit voraus. Zu sehr waren die preußischen Handwerker und Fabrikanten an den langjährigen Staatsprotektionismus gewöhnt. Noch einmal war also staatliche Hilfe gefragt, dieses Mal mit der pädagogischen Aufgabe, die künftigen Unternehmer auf die Erfordernisse ihrer neuen Rolle vorzubereiten. Dieses Problem stand im Mittelpunkt des Arbeitslebens von Peter Christoph Wilhelm Beuth.

### Die Gewerbeförderung

#### DieVorbilder für Fabrikanten …

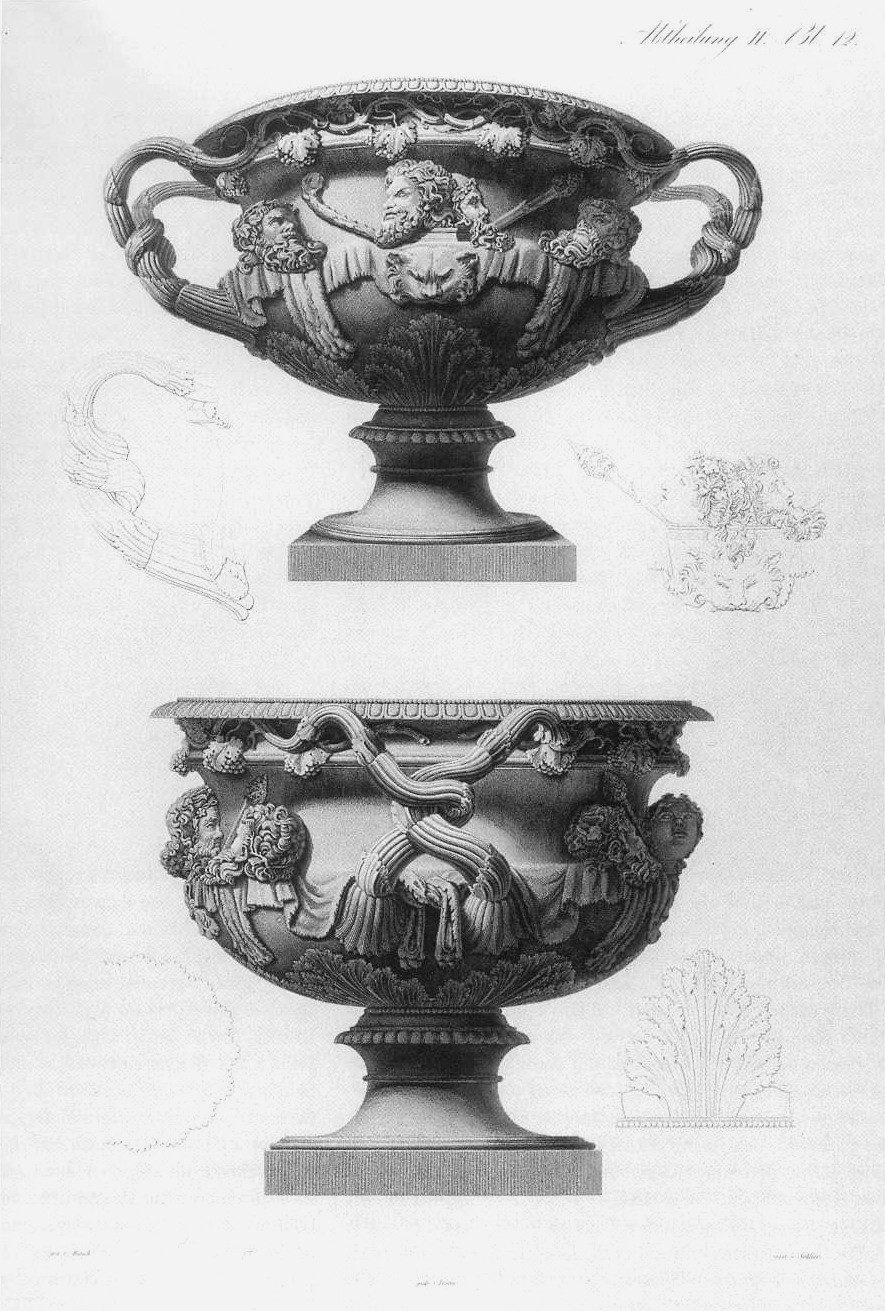
Die Warwick-Vase aus Vorbilder für Fabrikanten und Handwerker

1821, als Direktor der Technischen Deputation für Handel und Gewerbe, ließ Beuth die erste Lieferung der Vorbilder für Fabrikanten und Handwerker herausgeben. Das aufwändige Werk mit großformatigen Kupferstichen war von ihm und Schinkel gemeinsam initiiert worden. Entsprechend dem klassizistischen Ziel der Einheit von Nützlichkeit und Schönheit sollte es zur Geschmacksbildung an Gewerbeschulen beitragen, wurde aber auch als Auszeichnung an einzelne Fabrikanten verteilt. Die dargestellten Objekte orientierten sich an den Formen der Antike und wurden als Muster für neue Gebrauchsgegenstände empfohlen. Die Vorbilder … hatten erheblichen Einfluss und erlebten noch in den 1860er Jahren eine Neuauflage.

#### Der Gewerbeverein

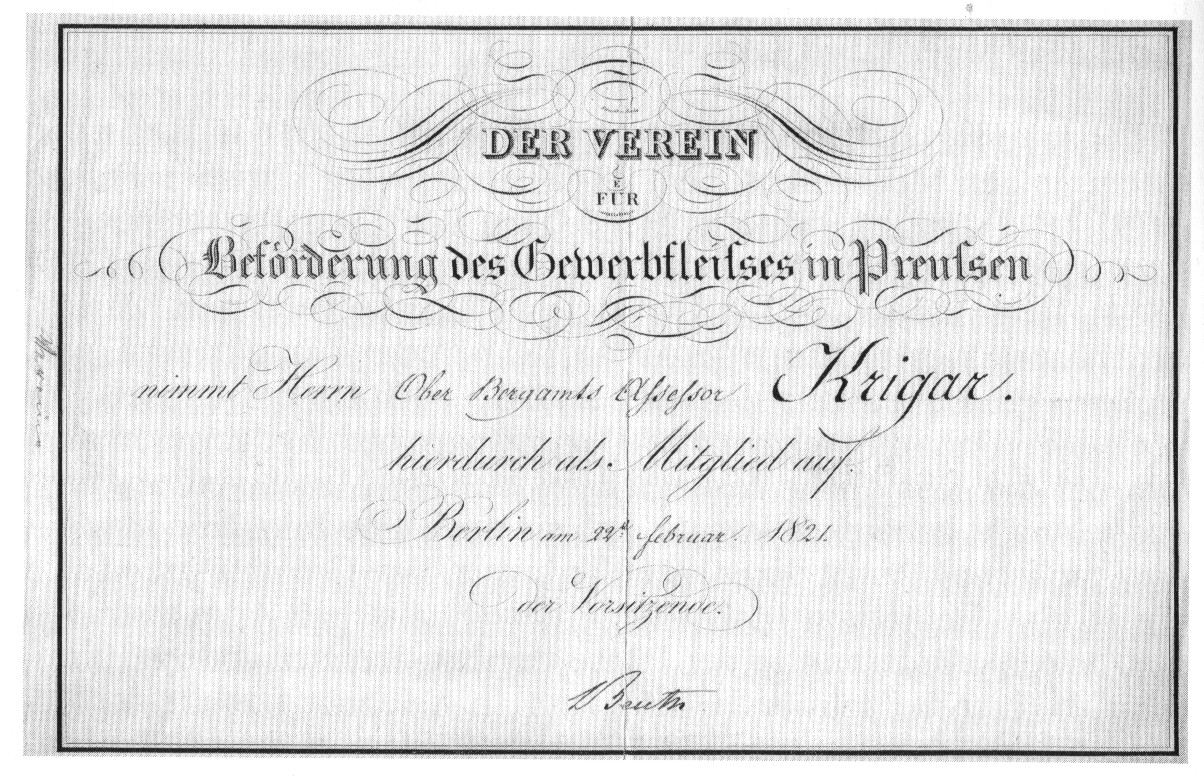
Mitgliedskarte für den Gewerbeverein, Unterschrift: Beuth

Als Leiter der zuständigen Ministerialabteilung konnte Beuth ein umfassendes Programm der Gewerbeförderung in Gang setzen. Nach dem Vorbild der Gewerbevereine in England und Frankreich und des Polytechnischen Vereins in Bayern ließ er den „Verein zur Beförderung des Gewerbefleißes in Preußen“ gründen, er selbst wurde dessen Vorsitzender. In seiner Eröffnungsrede anlässlich der Vereinsgründung hieß es „[…] ein Staat, der wie der preußische seine Fabrikanten … dem Wind und Wetter der Konkurrenz aussetzt, hat auch meines Erachtens die Pflicht, sie mit den Mitteln bekannt zu machen, die Konkurrenz siegreich zu bestehen“. Die erste Sitzung fand am 15. Januar 1821 im Saal der Stadtverordnetenversammlung zu Berlin statt. Der Vereinszweck sollte erreicht werden durch „Kenntnisnahme von dem Zustande der Gewerbsamkeit im Inlande und Auslande, Prüfung von Entdeckungen und Erfindungen, Unterricht, Aufmunterung durch Belohnung bedeutender Erfindungen, Concurrenz durch das Aussetzen von Prämien“. Im Gründungsjahr gehörten dem Verein 194 Berliner und 173 auswärtige Mitglieder an, darunter der Minister für Handel und Gewerbe Heinrich von Bülow, Alexander von Humboldt, Karl Friedrich Schinkel und der Inspektor der Königlichen Berliner Eisengießerei Johann Friedrich Krigar.
Ab 1822 gab der Verein eine eigene Zeitschrift heraus, die Verhandlungen des Vereins zur Beförderung des Gewerbfleißes in Preußen. Darin wurde über Vereinsinterna berichtet, vor allem aber ging es um Fachfragen, es wurden technische Preisaufgaben gestellt und in den folgenden Ausgaben deren Lösungen publiziert. In der ersten Ausgabe erörterte man zum Beispiel die Probleme beim Bau von Hängebrücken, insbesondere den neuartigen Einsatz von Schmiedeeisen für Ketten und Drahtstränge. Diese Artikel hatten Auswirkungen etwa auf den späteren Entwurf der Brooklyn Bridge in New York. Die Verhandlungen … entwickelten sich bald zum viel beachteten Fachjournal. 1822 führte der Verein auf Initiative Beuths im Gebäude der Gewerbedeputation in der Klosterstraße eine erste Gewerbeausstellung durch; Beteiligung und Ergebnisse waren jedoch enttäuschend. Ein Unternehmertum, welches die Konkurrenz berücksichtigte, war noch nicht entwickelt, nur wenige Produzenten waren bereit, ihre Formen und technischen Muster öffentlich vorzustellen. Es zeigte sich, dass preußische Industrieprodukte damals noch kaum konkurrenzfähig waren.

#### Gewerbliche Ausbildung
Ergänzend engagierte sich Beuth für eine bessere berufliche Ausbildung. Zusätzlich zu den hergebrachten handwerklichen und künstlerischen Inhalten sollte es neue technologische und wirtschaftliche Komponenten geben, es ging um eine „Erziehung zur Industrie“, wie Beuth schon 1817 in einer Studie für das Kultusministerium ausgeführt hatte. Auf den Gebieten des Bauwesens und der Chemie gab es schon frühe Formen der Berufsausbildung, nicht aber für Mechanik und Maschinenbau, wo die wichtigsten Fortschritte zu erwarten waren.

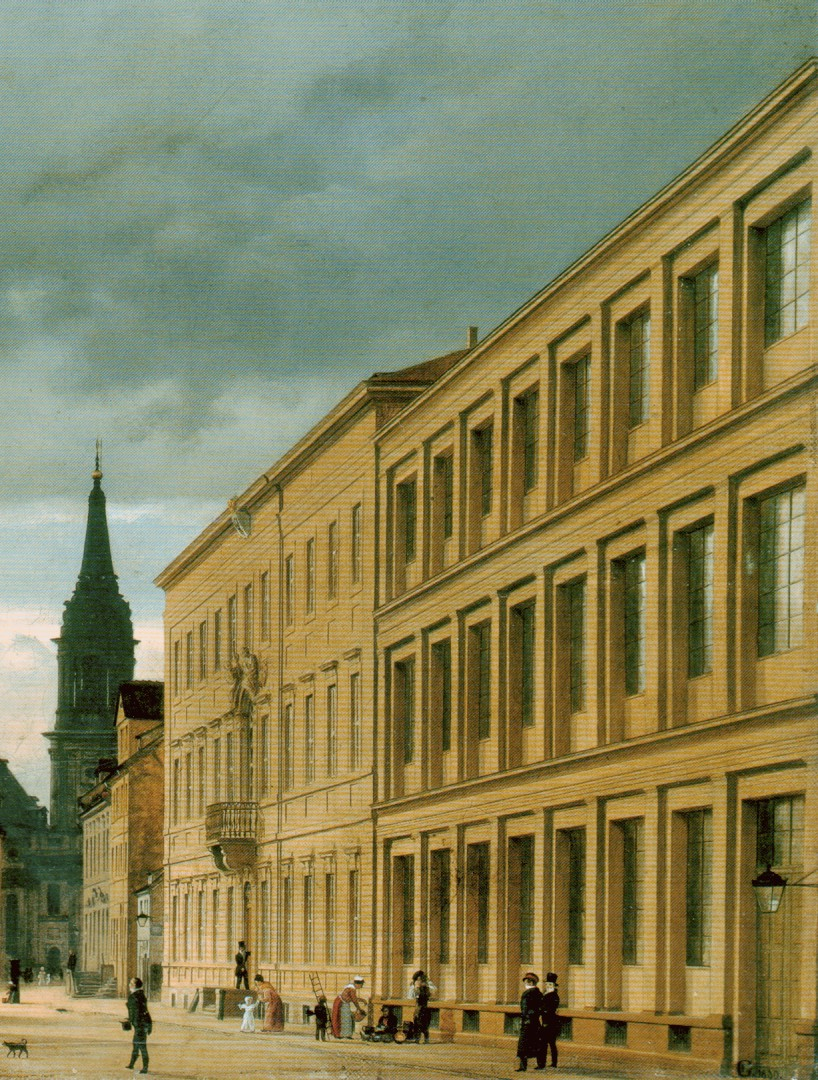
Gebäude des Gewerbeinstituts, rechts der Erweiterungsbau

Nachdem Beuth 1820 die Zuständigkeit für das Gewerbeschulwesen übertragen worden war, konnte er am 1. November 1821 im Gebäude seiner Technischen Deputation in der Klosterstraße eine zweiklassige Gewerbeschule – ein „Technisches Institut“ – mit zunächst 13 Schülern und vier Lehrern eröffnen. Das Institut, das auch den unteren Schichten der Bevölkerung offen stand, grenzte sich deutlich ab gegenüber dem Lehrbetrieb an Universitäten – hier sollten nicht wissenschaftliche, sondern praktische Kenntnisse vermittelt werden. Beuth schrieb dazu: „Wer mehr lernen will, tut es auf der Universität. Dieses Mehr schließe ich von der Technischen Schule aus, weil ich es mehr für eine Zierde als von wesentlichem Einfluss auf das Gedeihen der Gewerbe und auf ihre Blüte halte“. Zur Aufnahme in die untere Klasse genügten anfangs „eine gute Handschrift; die Fähigkeit, dem mündlichen Vortrage zu folgen und das Vorgetragene sprachlich auszuarbeiten, so wie das gewöhnliche Rechnen“. Für die obere Klasse wurden vorausgesetzt: „Kenntniß der Geometrie (Planimetrie und Stereometrie) ohne Beweise; Kenntniß der gemeinen Arithmetik, des Gebrauchs der Logarithmen; Elementarkenntniß in der Physik und Chemie; Handzeichnen nach aufgestellten Körpern, Maschinenzeichnen nach eigener Aufnahme und geometrische Darstellung.“ 1826 wurde das Gewerbeinstitut um eine dritte Jahrgangsstufe erweitert, das Niveau der Ausbildung erhöhte sich schnell. Nach Zusammenschluss mit der Berliner Bauakademie (die in den 1830er Jahren von Beuth geleitet wurde, zu jener Zeit hieß sie Allgemeine Bauschule) entstand daraus 1879 die Königliche Technische Hochschule Charlottenburg, die spätere Technische Universität Berlin. In der preußischen Provinz Westfalen, wo damals schon Eisen produziert und verarbeitet wurde, ließ Beuth eine zweite gewerbliche Ausbildungsstätte gründen. Die Hagener Gewerbeschule wurde am 1. Dezember 1824 eröffnet, aus ihr wurde später die Staatliche Ingenieurschule für Maschinenbau und Elektronik und schließlich einer der vier Standorte der Fachhochschule Südwestfalen.
Im Gebäude der Technischen Deputation, dem ehemaligen Hackeschen Palais, waren neben dem Gewerbeinstitut und dem Versammlungsraum des Gewerbevereins, neben Werkstätten, Labors und einer Bibliothek auch die Sammlungen der Deputation untergebracht. Eine Maschinensammlung, eine Modellsammlung und eine Sammlung fertiger Produkte standen der interessierten Öffentlichkeit zur Verfügung. Beuth hatte damit eine Art Technologiezentrum geschaffen, eine Anlaufstelle für Gewerbetreibende, in der die neuesten Kenntnisse in sämtlichen Gewerbezweigen vermittelt werden sollten, von der Technik bis zur künstlerischen Gestaltung. Durch einen Anbau aus den Jahren 1827–29 wurde auch das Gebäude selbst zum Vorzeigeobjekt. Hier war erstmals in Berlin ein Haus in Skelettbauweise mit gusseisernen Stützen entstanden; die Technik hatte Beuth auf einer Studienreise zusammen mit Schinkel 1826 in England kennen gelernt, wo zahlreiche Industriebauten auf diese Weise errichtet wurden. Kurz nach ihrer Rückkehr entwarfen beide gemeinsam den Erweiterungsbau.

#### Import von Kenntnissen
Der Transfer technologischer Neuheiten aus den fortgeschrittenen Volkswirtschaften Englands und Westeuropas nach Preußen war ein besonderer Programmpunkt in Beuths vielfältigen Tätigkeiten. Er warb ausländische Experten an und er finanzierte die Informationsreisen eigener Ingenieure und Techniker, die im Ausland modernste Maschinen und die Organisation der erfolgreichen Betriebe studierten. Manche dieser Aktivitäten gerieten zumindest in die Nähe dessen, was man heute Industriespionage nennt. Aufschlussreich für den Charakter solcher Exkursionen sind die Tagebuchaufzeichnungen, die Schinkel während der Reise von 1826 in England gemacht hatte. Er selbst sollte im Auftrag des Königs vor allem neue Museumsbauten studieren, war aber auch lebhaft an allen technischen Neuerungen interessiert und begleitete Beuth bei dessen Erkundungen. Beide besichtigten beinahe täglich Fabriken und technische Anlagen unterschiedlichster Art. Beuth kaufte auf und schickte in die Heimat, was ihm für die Entwicklung Preußens nützlich erschien – Maschinen oder Konstruktionszeichnungen, Saatgut und neue Nutztierzüchtungen. Ausfuhrverbote für bestimmte Maschinen wurden dadurch umgangen, dass man sie über Zwischenadressen nach Berlin dirigierte, wo sie dann zerlegt, nachgebaut und womöglich verbessert wurden. Wenn man das Gewünschte nicht kaufen konnte, versuchten Schinkel und Beuth technische Details wenigstens nachzuzeichnen. Mehrmals notierte Schinkel aber auch Sätze wie: „Die Maschine ist verdeckt und wird nicht gezeigt“.

#### Erfolgreicher Abschluss

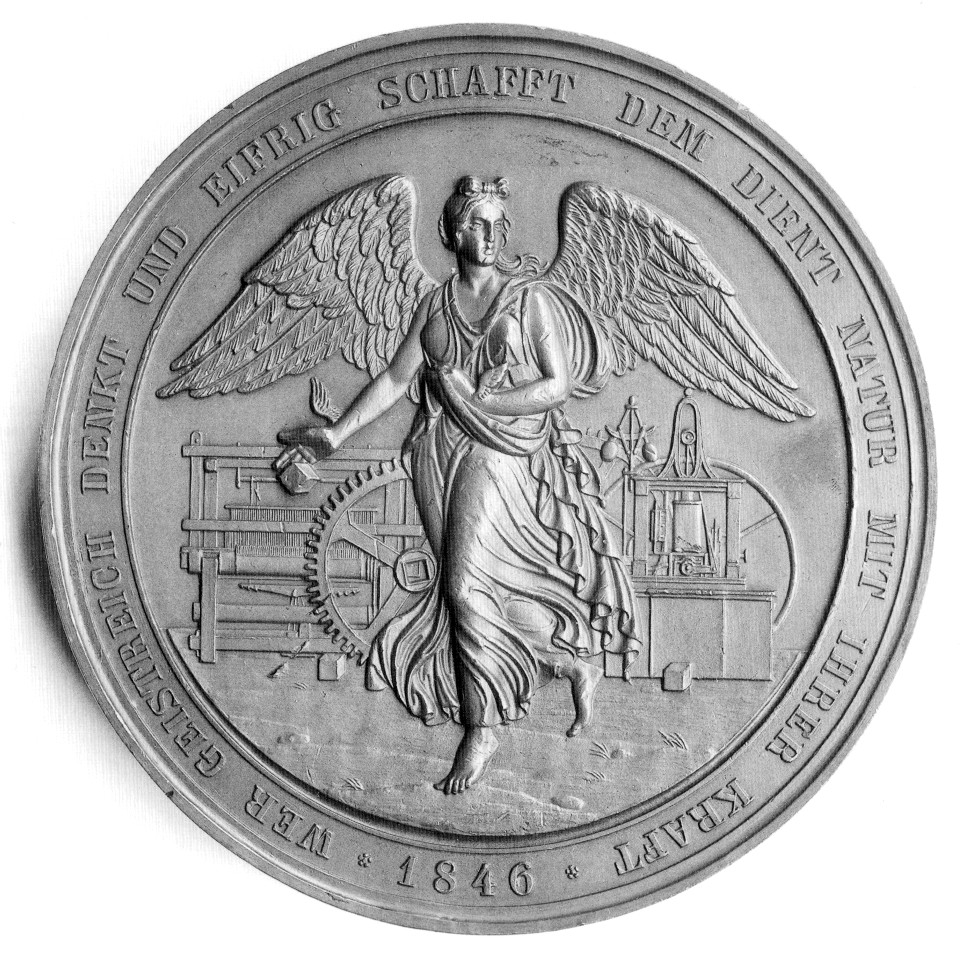
Medaille zum Abschied Beuths als Vorsitzender des Gewerbevereins von Heinrich Lorenz

Seit den 1830er Jahren nahm das Tempo des technischen Fortschritts erheblich zu, nicht zuletzt durch die Entwicklung des Eisenbahnverkehrs. Nachdem 1838 die Verbindung Berlin-Potsdam als erste Strecke in Preußen in Betrieb genommen worden war, entstand ein ständig wachsender Bedarf an Schienen und Fahrzeugen sowie an Maschinen zu deren Herstellung. Gerade diese Technik betrachtete Beuth allerdings skeptisch – er selbst war ein passionierter Reiter. Um 1840 konnte er dann feststellen, dass seine Ziele weitgehend erreicht waren, der Übergang vom Manufakturwesen zur industriellen Fertigung war gelungen. Höhepunkt und Abschluss seiner Arbeit im preußischen Staatsdienst war die erfolgreiche Gewerbeausstellung von 1844 in Berlin, eine überregionale Leistungsschau aller Länder des Deutschen Zollvereins, der 1834 in Kraft getreten war. 260 000 Besucher sahen die Präsentationen von 3040 Ausstellern. Auch staatliche Betriebe wiesen bemerkenswerte Produkte vor, die Führungsposition war aber inzwischen an private Unternehmer übergegangen. Die 1837 gegründete Berliner Maschinenbauanstalt von August Borsig, einem ehemaligen Schüler des Gewerbeinstituts, zeigte als Glanzstück der Ausstellung die 26. Lokomotive aus ihrer Produktion. Sie trug den Namen „Beuth“. 1846 gab Beuth den Vorsitz des Gewerbevereins ab. Aus diesem Anlass wurde eine Bronzemedaille geprägt, die auf der Vorderseite sein Porträt zeigt und auf der Rückseite den Genius der technischen Entwicklung, der allegorisch Metallwürfel aussät als Keime für neue Maschinen. Beuth erhielt zum Abschied ein in Gold geprägtes Exemplar.

## Öffentliche Würdigung und Kritik

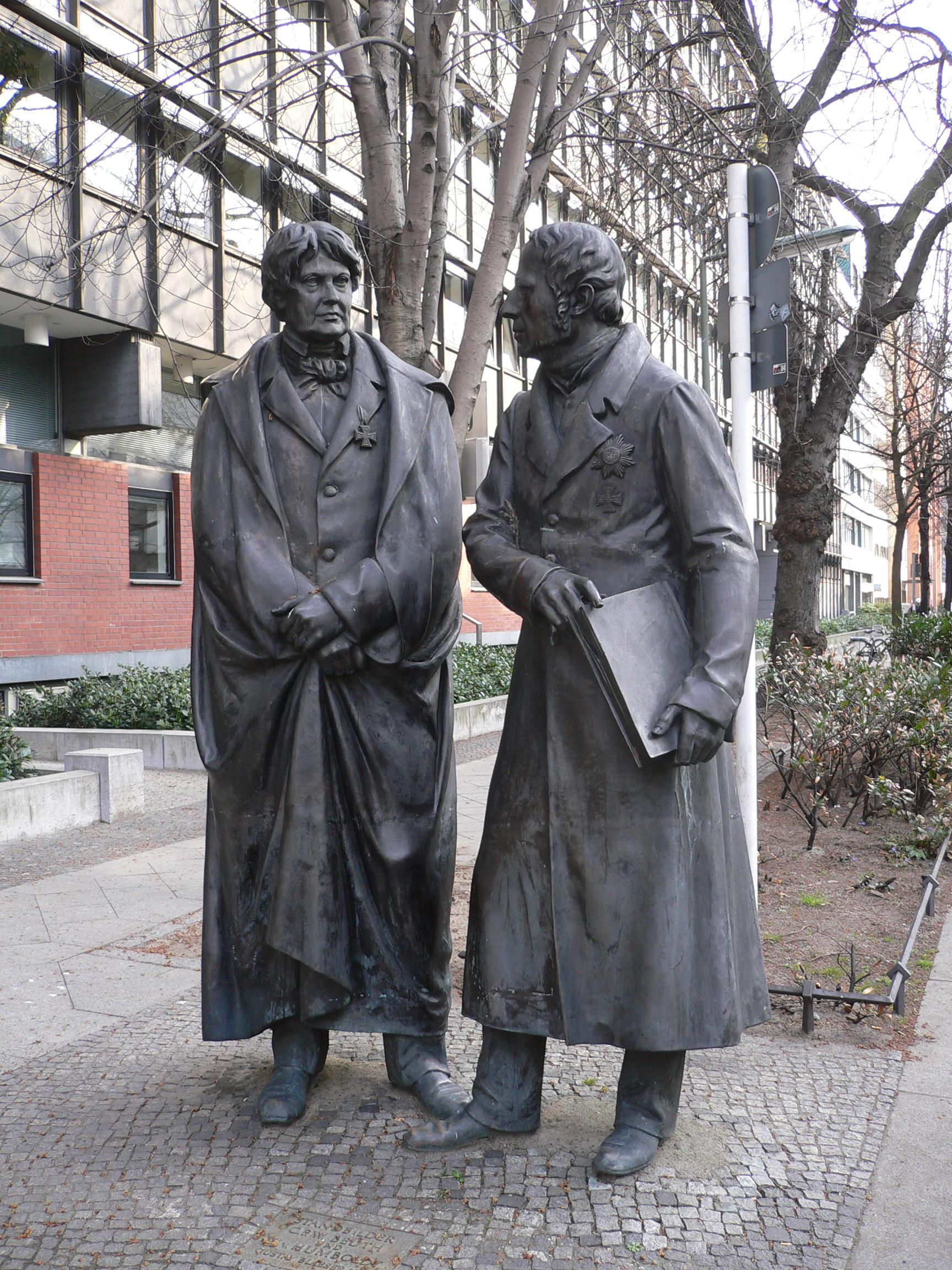
Skulpturen Beuth (links) mit W. v. Humboldt vor dem Gebäude des DIN in Berlin

Briefmarke 1981

Unmittelbar nach Beuths Tod kam die Idee auf, seinen künstlerischen Nachlass „für Staatsrechnung zu erwerben und mit dem Schinkelschen Museum zu vereinigen“, an der auch der König Gefallen fand. Im offiziellen Antrag an ihn vom Oktober 1853 betonte Handelsminister August von der Heydt Beuths „erfolgreiches Bestreben, die Kunst in die Gewerbe einzuführen und diese durch Vollendung des Geschmackes zu heben und zur Vervollkommnung zu bringen. In dieser Richtung hat derselbe, Hand in Hand mit seinem ihm geistesverwandten Freunde Schinkel durch Weckung und Ausbildung des Geschmackes der dem Gewerbestande angehörigen Jugend in den von ihm ins Leben gerufenen, gewerblichen Unterrichts-Anstalten, durch Verbreitung klassischer Vorbilder des Alterthums und der Kunst früherer Jahrhunderte, und durch Aneignung dessen, was die Kunst und Industrie der Gegenwart im In- und Auslande darbot, in weitem Kreise zu wirken sich angelegen sein lassen.“
Die zahlreichen „hippologischen Werke“ Beuths, d. h. „Bücher und Abbildungen betreffend die Kenntniß und Zucht der Pferde“, sollten, so Bauakademiedirektor Carl Ferdinand Busse Mitte August 1854 an Minister von der Heydt, „als Beleg der eigenthümlichen Persönlichkeit und Bildung des verstorbenen Beuth ohne weitere Benutzung im Zimmer der Kupferstiche aufgestellt“ oder „zweckmäßig der Bibliothek der Königlichen Thierarzeneischule oder der großen Universitäts-Bibliothek“ überwiesen werden.
Mitte Juli 1856 gab das „Königl. Curatorium des Beuth-Schinkel-Museums“ u. a. in der Vossischen Zeitung Folgendes bekannt: „Nachdem nunmehr die auf Befehl Sr. Majestät des Königs aus dem Kunstnachlasse des Wirklichen Geheimen Raths Beuth erworbenen Gegenstände, hauptsächlich aus werthvollen Kupferstichen älterer Meister der deutschen, niederländischen, französischen und italienischen Schule bestehend, geordnet und mit dem Schinkel-Museo vereinigt worden sind, findet der Zutritt zu dieser Sammlung jeden Dienstag und Freitag von 11 bis 1 Uhr Vormittags gegen Einlaßkarten […] statt.“
Auf dem Schinkelplatz vor der Berliner Bauakademie wurde am 13. Mai 1861 das von August Kiß modellierte bronzene Beuth-Denkmal enthüllt. Acht Sockelreliefs von Friedrich Drake würdigten die Verdienste Beuths. Sowohl die Statue als auch die Reliefs wurden in der Bronzegießerei des Gewerbeinstituts gegossen. Das sanierte und teilweise durch Neuabgüsse der in der Stiftung Stadtmuseum Berlin aufbewahrten originalen Sockelreliefs sowie der Rekonstruktion verloren gegangener Sockelbereiche wieder in alter Schönheit zurückgewonnene Denkmal steht neben den ebenfalls in den 2000er Jahren sanierten und ergänzten Standbildern von Karl Friedrich Schinkel und Albrecht Daniel Thaer, dem Begründer der modernen Landwirtschaft in Preußen. Dieses Ensemble von Denkmälern wurde seinerzeit vom preußischen Hof als Demonstration bürgerlichen Selbstbewusstseins verstanden und durchaus missbilligt. Ein Doppelstandbild, das Beuth im Gespräch mit Wilhelm von Humboldt zeigte, befand sich seit 1987 vor dem Deutschen Institut für Normung (DIN) in der Burggrafenstraße in Berlin-Tiergarten. Die beiden Standbilder sind Abgüsse der Assistenzstandbilder aus dem von Gustav Hermann Blaeser entworfenen Figurenprogramm am Sockel des Reiterstandbildes des Preußenkönigs Friedrich Wilhelm III. in Köln. Das Beuth-Denkmal befindet sich (nach Entkernung und Umbau des DIN-Instituts) seit 2021 nicht mehr an seinem ehemaligen Standort.
Mehrere Straßennamen erinnern an Beuth, so die Beuthstraßen in Berlin-Mitte, Berlin-Niederschönhausen, Kleve, Dortmund und Leipzig-Mockau. Der Verlag des DIN hieß bis April 2024 Beuth Verlag. Das Tochterunternehmen des DIN vertreibt nationale und internationale Normen und entwickelt multimediale Fachliteratur für Industrie, Wissenschaft, Handel, Dienstleistungsgewerbe, Studium und Handwerk. Die Technische Fachhochschule Berlin benannte sich am 1. April 2009 in Beuth Hochschule für Technik Berlin um; bereits eine ihrer Vorgängerinstitutionen war die Ingenieurschule Beuth. Im Gedenken an Beuth verleiht die Deutsche Maschinentechnische Gesellschaft seit 1899 jährlich ihre Beuth-Medaille – von 1899 bis 1974 auf Basis einer Preisaufgabe, seit 1975 in Form eines Wettbewerbs. Neben den Preisträgern werden auch Persönlichkeiten mit der Beuth-Medaille geehrt, die in besonderem Maße zur Fortentwicklung des Schienenverkehrs und zur Integration technologischer Innovationen in das Bahnwesen beigetragen haben. Als Vorbild für die Prägung der Vorderseite der Beuth-Medaille diente die in der Nationalgalerie Berlin befindliche Büste Beuths von Christian Daniel Rauch.
Nach der öffentlichen Diskussion um ein Gutachten des Soziologen und Rassismusforschers Achim Bühl, das Beuth eine Rolle bei der gesellschaftlichen Festigung antisemitischer Ressentiments zuschreibt, wurde die im Frühsommer 2016 angebrachte Gedenkplakette an seinem Geburtshaus in Kleve im Juni 2018 abgenommen. Der Stadtarchivar wurde mit der Erstellung eines Gutachtens beauftragt. Nach einer Rüge wegen Verfahrensfragen für Bürgermeisterin Sonja Northing bestätigte der Gemeinderat die Entscheidung. Die Plakette wird seit 2019 im Geologischen Museum im Klever Schwanenturm ausgestellt.
Seit 2017 diskutierte die Beuth Hochschule für Technik Berlin über eine Umbenennung ihrer Hochschule. Im Januar 2020 hielt die Hochschule hierzu ein Symposium ab, in dessen Folge die Akademische Versammlung im Januar 2021 beschloss, den Namen abzulegen. Den Antrag auf Umbenennung hatte der Präsident eingebracht. Als wissenschaftliche Einrichtung stehe die Hochschule in der Verantwortung, sich Antisemitismus- und Rassismustendenzen klar entgegenzustellen, erklärte Ullmann. Mit dem Ablegen des Namens »Beuth« setze die Hochschule »ein klares und aktives Zeichen«. Zum 1. Oktober 2021 benannte sich die Hochschule in Berliner Hochschule für Technik um.
Die Dortmunder Beuthstraße wurde im Januar 2022 in Zur Vielfalt umbenannt, nachdem die zuständige Bezirksvertretung dies im September 2021 beschlossen hatte. Der neue Straßenname erklärt sich aus dem in dieser Straße liegenden Haus der Vielfalt, das Hauptsitz des „Verbundes der sozial-kulturellen Migrationsvereine in Dortmund“ ist.
Der Beuth-Verlag gab Ende 2023 seine Umbenennung in DIN Media GmbH zum 100-jährigen Jubiläum am 22. April 2024 bekannt. Wesentlicher Grund dafür sei das Einstehen des Normungsinstituts „für eine tolerante und weltoffene Gesellschaft“.